# Cercamia
A Cercamia a sugarasúszójú halak (Actinopterygii) osztályához a sügéralakúak (Perciformes) rendjéhez, ezen belül a kardinálishal-félék (Apogonidae) családjához tartozó nem.

## Rendszerezés
A nembe az alábbi 2 faj tartozik:
- Cercamia cladara Randall & Smith, 1988
- Cercamia eremia (Allen, 1987)